# Антония Кер
Антония Кер (на френски: Antonia Kerr) е френска писателка на бестселър в жанра любовен роман.

## Биография и творчество
Антония Кер е родена на 1989 г. във Франция.
На 21 години завършва първия си роман „Fleurs Pour Zoe“, който е публикуван през 2012 г. Той става бестселър, аплодиран от читатели и критика.
Антония Кер живее в Париж, Авиньон и Ню Йорк.

## Произведения

### Самостоятелни романи
- Fleurs Pour Zoe (2012)
Цветя за Зоуи, изд.: ИК „Колибри“, София (2011), прев. Венелин Пройков
- Le désamour (2013)

### Документалистика
- Last Exit to Recovery (2014) – автобиография